# Robin Corsiglia
Robin Corsiglia   (Kirkland, 12 d'agost de 1962), de casada Robin Scholefield, és una nedadora canandenca, ja retirada, especialista en braça, que va competir durant la dècada de 1970. Estudià a la Universitat del Sud de Califòrnia.
El 1976 va prendre part en els Jocs Olímpics d'Estiu de Mont-real, on va disputar dues proves del programa de natació. Fent equip amb Susan Sloan, Wendy Hogg i Anne Jardin va guanyar la medalla de bronze en la prova dels 4x100 metres estils, mentre en els 100 metres braça quedà eliminada en semifinals.
En el seu palmarès també destaca una medalla d'or en els 100 metres braça dels Jocs de la Commonwealth de 1978.